# Joachim Wahnschaffe
Joachim Wahnschaffe (* 19. Januar 1941 in Halberstadt) ist ein deutscher Politiker. Als Abgeordneter der SPD gehörte er von 1990 bis 2008 dem Bayerischen Landtag an.

## Werdegang
Wahnschaffe wuchs in Halberstadt und West-Berlin auf. Nach dem Abitur 1961 in West-Berlin nahm er ein Studium der Rechtswissenschaften in Heidelberg auf, welches er in München fortsetzte.
Der gelernte Jurist war zunächst als Staatsanwalt und Richter in Regensburg tätig, bevor er im Oktober 1990 in den Bayerischen Landtag einzog. 
1972 trat er in die SPD ein, 1978 wurde er erstmals in den Regensburger Stadtrat gewählt, dem er bis 2003 angehörte. 2003 übersiedelte er nach Eilsbrunn in der Gemeinde Sinzing. Seit 2008 ist er Gemeinderat in Sinzing und Mitglied des Kreistages des Landkreises Regensburg.
Von 1996 bis 2008 war er Vorsitzender des sozialpolitischen Ausschusses im Landtag. Zur Landtagswahl 2008 trat er nicht mehr – wie bisher – für die Stadt Regensburg, sondern für den Stimmkreis Regensburg-Land-Ost als Direktkandidat an. Die Wiederwahl in den Landtag verfehlte er jedoch knapp.

## Ehrungen und Auszeichnungen
- 2001: Bayerischer Verdienstorden
- 2007: Bayerische Verfassungsmedaille in Gold.

## Privates
Wahnschaffe ist verheiratet und hat zwei Kinder.
| Personendaten    | Personendaten                  |
| ---------------- | ------------------------------ |
| NAME             | Wahnschaffe, Joachim           |
| KURZBESCHREIBUNG | deutscher Politiker (SPD), MdL |
| GEBURTSDATUM     | 19. Januar 1941                |
| GEBURTSORT       | Halberstadt                    |